# François Sterchele
François Sterchele (ur. 14 marca 1982 w Liège, zm. 8 maja 2008 w Beveren) – belgijski piłkarz grający na pozycji napastnika. Czterokrotny Reprezentant Belgii.
Wychowanek klubu FC Loncin. Następnie grał w takich klubach jak: RFC Liège, Union La Calamine, Oud-Heverlee Leuven, Royal Charleroi i Germinal Beerschot. W sezonie 2006/2007 z 21 golami wywalczył tytuł króla strzelców Eerste Klasse. Od lata 2007 występował w Club Brugge.
8 maja 2008 zginął w wypadku samochodowym w okolicach Antwerpii. Zdaniem policji przyczyną wypadku była nadmierna prędkość.